# Liste des monuments historiques du 14e arrondissement de Paris

Cet article recense les monuments historiques du 14e arrondissement de Paris, en France.

## Statistiques
En 2011, le 14e arrondissement compte 51 édifices protégés aux monuments historiques, le 12e arrondissement de Paris en nombre d'édifices protégés, après le 10e (55 édifices protégés) et avant le 11e (44). 12 sont classés au titre des monuments historiques, au moins partiellement, 39 sont inscrits.
3 protections concernent des édicules d'accès au métro réalisés par Hector Guimard.
Le graphique suivant résume le nombre de premières protections par décennies :

## Liste
| Monument                                                     | Adresse | Coordonnées                      | Notice         | Protection     | Date                | Illustration                                                |
| ------------------------------------------------------------ | --- | -------------------------------- | -------------- | -------------- | ------------------- | ----------------------------------------------------------- |
| Abbaye de Port-Royal                                         | 121, 125 boulevard de Port-Royal                                                                                 | 48° 50′ 19″ nord, 2° 20′ 18″ est | « PA00086606 » | Inscrit Classé | 1928 1933           | Abbaye de Port-Royal                                        |
| Bains d'Odessa                                               | 5, 5bis rue d'Odessa                                                                                             | 48° 50′ 34″ nord, 2° 19′ 28″ est | « PA00086608 » | Inscrit        | 1983                | Bains d'Odessa                                              |
| Barrière d'Enfer                                             | 1, 2 place Denfert-Rochereau                                                                                     | 48° 50′ 02″ nord, 2° 19′ 55″ est | « PA00086609 » | Classé         | 1907                | Barrière d'Enfer                                            |
| Boulangerie Au Moulin de la Vierge                           | 105 rue Vercingétorix                                                                                            | 48° 50′ 04″ nord, 2° 18′ 50″ est | « PA00086612 » | Inscrit        | 1979                | Boulangerie Au Moulin de la Vierge                          |
| Boulangerie-pâtisserie                                       | 155 rue d'Alésia rue Furtado-Heine                                                                               | 48° 49′ 49″ nord, 2° 19′ 10″ est | « PA00086610 » | Inscrit        | 1984                | Boulangerie-pâtisserie                                      |
| Boulangerie-pâtisserie                                       | 45 rue Raymond-Losserand rue du Château                                                                          | 48° 50′ 06″ nord, 2° 19′ 13″ est | « PA00086611 » | Inscrit        | 1984                | Boulangerie-pâtisserie                                      |
| Carrière de Port-Mahon                                       | 13 à 17 villa Saint-Jacques 22 à 32 rue de la Tombe-Issoire                                                      | 48° 49′ 56″ nord, 2° 20′ 06″ est | « PA00133020 » | Inscrit Classé | 1993 1994           | Carrière de Port-Mahon                                      |
| Chapelle Saint-Yves                                          | Cité du Souvenir 11 rue Saint-Yves                                                                               | 48° 49′ 32″ nord, 2° 19′ 59″ est | « PA75140002 » | Classé         | 1996                | Chapelle Saint-Yves                                         |
| Collège néerlandais                                          | Cité universitaire 61 boulevard Jourdan                                                                          | 48° 49′ 18″ nord, 2° 19′ 50″ est | « PA75140004 » | Classé         | 2005                | Collège néerlandais                                         |
| La Coupole                                                   | 102 boulevard du Montparnasse                                                                                    | 48° 50′ 32″ nord, 2° 19′ 41″ est | « PA00086635 » | Inscrit        | 1988                | La Coupole                                                  |
| Couvent Saint-François                                       | 7 rue Marie-Rose                                                                                                 | 48° 49′ 35″ nord, 2° 19′ 48″ est | « PA75140011 » | Inscrit        | 2007                | Couvent Saint-François                                      |
| Édicule Guimard de la station Denfert-Rochereau              | Place Denfert-Rochereau                                                                                          | 48° 50′ 03″ nord, 2° 19′ 55″ est | « PA00086630 » | Inscrit        | 2016                | Édicule Guimard de la station Denfert-Rochereau             |
| Édicule Guimard de la station Mouton-Duvernet                | Avenue du Général-Leclerc                                                                                        | 48° 49′ 52″ nord, 2° 19′ 47″ est | « PA00086631 » | Inscrit        | 2016                | Édicule Guimard de la station Mouton-Duvernet               |
| Édicule Guimard de la station Raspail                        | Boulevard Raspail boulevard Edgar-Quinet                                                                         | 48° 50′ 20″ nord, 2° 19′ 50″ est | « PA00086632 » | Inscrit        | 2016                | Édicule Guimard de la station Raspail                       |
| Église Notre-Dame-du-Travail                                 | 59 rue Vercingétorix                                                                                             | 48° 50′ 10″ nord, 2° 19′ 01″ est | « PA00086614 » | Classé         | 2016                | Église Notre-Dame-du-Travail                                |
| Église Saint-Pierre-de-Montrouge                             | 82 avenue du Général-Leclerc 205 avenue du Maine place Victor-et-Hélène-Basch                                    | 48° 49′ 43″ nord, 2° 19′ 37″ est | « PA00086615 » | Inscrit        | 1982                | Église Saint-Pierre-de-Montrouge                            |
| Fondation Avicenne                                           | Cité universitaire 17 boulevard Jourdan                                                                          | 48° 49′ 04″ nord, 2° 20′ 06″ est | « PA75140012 » | Inscrit        | 2008                | Fondation Avicenne                                          |
| Fondation Deutsch de la Meurthe                              | Cité universitaire 37 boulevard Jourdan                                                                          | 48° 49′ 14″ nord, 2° 20′ 07″ est | « PA75140003 » | Inscrit        | 1998                | Fondation Deutsch de la Meurthe                             |
| Fondation des États-Unis                                     | Cité universitaire 15 boulevard Jourdan                                                                          | 48° 49′ 11″ nord, 2° 20′ 23″ est | « PA75140013 » | Inscrit        | 2009                | Fondation des États-Unis                                    |
| Gare Denfert-Rochereau                                       | 3 place Denfert-Rochereau 2 rue Hallé 1-9 avenue René-Coty 71-83 boulevard Saint-Jacques rue de la Tombe-Issoire | 48° 50′ 02″ nord, 2° 19′ 58″ est | « PA75140001 » | Inscrit        | 1996                | Gare Denfert-Rochereau                                      |
| Hôpital Cochin                                               | 111 boulevard de Port-Royal 7 rue du Faubourg-Saint-Jacques                                                      | 48° 50′ 18″ nord, 2° 20′ 26″ est | « PA00086616 » | Classé Inscrit | 1942 1990 1999 2004 | Hôpital Cochin                                              |
| Hôpital La Rochefoucauld                                     | 15 avenue du Général-Leclerc 8bis, 8ter avenue René-Coty                                                         | 48° 49′ 55″ nord, 2° 19′ 55″ est | « PA00086618 » | Inscrit        | 1928 1994 2004      | Hôpital La Rochefoucauld                                    |
| Hôpital Sainte-Anne                                          | 1 rue Cabanis | 48° 49′ 43″ nord, 2° 20′ 20″ est | « PA00086617 » | Inscrit        | 1979                | Hôpital Sainte-Anne                                         |
| Hôtel de Massa                                               | 38 rue du Faubourg-Saint-Jacques                                                                                 | 48° 50′ 10″ nord, 2° 20′ 15″ est | « PA00086619 » | Classé         | 1928                | Hôtel de Massa                                              |
| Immeuble                                                     | 108 rue d'Alésia 40 rue des Plantes                                                                              | 48° 49′ 46″ nord, 2° 19′ 21″ est | « PA00086641 » | Inscrit        | 1992                | Immeuble                                                    |
| Immeuble                                                     | 31-31bis rue Campagne-Première passage d'Enfer                                                                   | 48° 50′ 20″ nord, 2° 19′ 53″ est | « PA00086621 » | Inscrit        | 1986                | Immeuble                                                    |
| Immeuble                                                     | 12 rue Cassini                                                                                                   | 48° 50′ 14″ nord, 2° 20′ 14″ est | « PA75140007 » | Inscrit        | 2001                | Image manquante Téléverser                                  |
| Immeuble                                                     | 3 rue de la Cité-Universitaire                                                                                   | 48° 49′ 15″ nord, 2° 20′ 29″ est | « PA00086622 » | Inscrit        | 1986 2007           | Immeuble                                                    |
| Immeuble                                                     | 21 rue Gazan | 48° 49′ 22″ nord, 2° 20′ 26″ est | « PA75140015 » | Inscrit        | 2013                | Immeuble                                                    |
| Immeuble                                                     | 7 rue Lebouis 2 impasse Lebouis                                                                                  | 48° 50′ 12″ nord, 2° 19′ 18″ est | « PA00086623 » | Inscrit        | 1982                | Immeuble                                                    |
| Immeubles                                                    | 7 rue Méchain | 48° 50′ 08″ nord, 2° 20′ 26″ est | « PA00086624 » | Inscrit Classé | 1984 2019 2021      | Immeubles                                                   |
| Immeuble                                                     | 16 rue du Saint-Gothard                                                                                          | 48° 49′ 44″ nord, 2° 20′ 07″ est | « PA75140010 » | Inscrit        | 17 octobre 2006     | Immeuble                                                    |
| Immeuble                                                     | 5 rue Victor-Schœlcher                                                                                           | 48° 50′ 10″ nord, 2° 19′ 52″ est | « PA75140006 » | Inscrit Classé | 1999 2000           | Immeuble                                                    |
| Immeuble                                                     | 11, 11bis rue Victor-Schœlcher 12 rue Victor-Considérant                                                         | 48° 50′ 09″ nord, 2° 19′ 50″ est | « PA75140016 » | Inscrit        | 2014                | Immeuble                                                    |
| Immeuble                                                     | 83 rue de la Tombe-Issoire                                                                                       | 48° 49′ 38″ nord, 2° 20′ 00″ est | « PA75140017 » | Inscrit        | 27 septembre 2016   | Immeuble                                                    |
| Immeuble Studio Hôtel                                        | 9 rue Delambre                                                                                                   | 48° 50′ 30″ nord, 2° 19′ 43″ est | « PA75140008 » | Inscrit        | 2001                | Immeuble Studio Hôtel                                       |
| Immeuble Studio Raspail                                      | 216 boulevard Raspail                                                                                            | 48° 50′ 26″ nord, 2° 19′ 47″ est | « PA00086625 » | Inscrit        | 1986                | Immeuble Studio Raspail                                     |
| Kiosque de Chateaubriand                                     | 75, 77 avenue Denfert-Rochereau                                                                                  | 48° 50′ 10″ nord, 2° 20′ 03″ est | « PA00086634 » | Inscrit        | 1982                | Kiosque de Chateaubriand                                    |
| Librairie                                                    | 10 bis rue Roger                                                                                                 | 48° 50′ 08″ nord, 2° 19′ 35″ est | « PA00086626 » | Inscrit        | 1984                | Librairie                                                   |
| Lion de Belfort                                              | Place Denfert-Rochereau                                                                                          | 48° 50′ 04″ nord, 2° 19′ 57″ est | « PA75140009 » | Inscrit        | 2003 2004           | Lion de Belfort                                             |
| Mairie annexe                                                | 26 rue Mouton-Duvernet                                                                                           | 48° 49′ 57″ nord, 2° 19′ 32″ est | « PA75140014 » | Inscrit        | 2012                | Mairie annexe                                               |
| Maison du Brésil                                             | Cité universitaire 7 boulevard Jourdan                                                                           | 48° 49′ 09″ nord, 2° 20′ 30″ est | « PA75140005 » | Inscrit        | 1985                | Image manquante Téléverser                                  |
| Hôtel Fontaine                                               | 83 avenue Denfert-Rochereau                                                                                      | 48° 50′ 09″ nord, 2° 20′ 03″ est | « PA00086627 » | Inscrit        | 1984                | Hôtel Fontaine                                              |
| Maison Guggenbuhl                                            | 14 rue Nansouty 2 rue Georges-Braque                                                                             | 48° 49′ 23″ nord, 2° 20′ 06″ est | « PA00086628 » | Inscrit        | 1975                | Maison Guggenbuhl                                           |
| Maison Ozenfant                                              | 53 avenue Reille                                                                                                 | 48° 49′ 25″ nord, 2° 19′ 57″ est | « PA00086629 » | Inscrit        | 1975                | Maison Ozenfant                                             |
| Mire du Sud                                                  | Parc Montsouris                                                                                                  | 48° 49′ 14″ nord, 2° 20′ 17″ est | « PA00086633 » | Inscrit        | 1928                | Mire du Sud                                                 |
| Moulin de la Charité                                         | Cimetière du Montparnasse                                                                                        | 48° 50′ 16″ nord, 2° 19′ 29″ est | « PA00086638 » | Classé         | 1931                | Moulin de la Charité                                        |
| Observatoire de Paris                                        | 61 avenue de l'Observatoire                                                                                      | 48° 50′ 11″ nord, 2° 20′ 11″ est | « PA00086642 » | Classé Inscrit | 1926 2009           | Observatoire de Paris                                       |
| Pavillon des Fontainiers                                     | 42, 44 avenue de l'Observatoire 65 avenue Denfert-Rochereau 15 à 19 rue Cassini                                  | 48° 50′ 16″ nord, 2° 20′ 10″ est | « PA00086607 » | Classé         | 1994                | Pavillon des Fontainiers                                    |
| Pavillon de la Suisse                                        | Cité universitaire 7 boulevard Jourdan                                                                           | 48° 49′ 09″ nord, 2° 20′ 35″ est | « PA00086613 » | Inscrit        | 1986                | Pavillon de la Suisse                                       |
| Regard de Saux de l'aqueduc Médicis                          | 8 bis, 8 ter avenue René-Coty                                                                                    | 48° 49′ 55″ nord, 2° 19′ 59″ est | « PA00086618 » | Inscrit        | 1982                | Image manquante Téléverser                                  |
| Relais de poste de la Barrière d'Enfer                       | 75, 77 avenue Denfert-Rochereau                                                                                  | 48° 50′ 10″ nord, 2° 20′ 04″ est | « PA00086634 » | Inscrit        | 1982                | Relais de poste de la Barrière d'Enfer                      |
| Théâtre de la Gaîté-Montparnasse                             | 24, 26 rue de la Gaîté 67 avenue du Maine                                                                        | 48° 50′ 22″ nord, 2° 19′ 23″ est | « PA00086636 » | Inscrit        | 1984                | Théâtre de la Gaîté-Montparnasse                            |
| Théâtre Montparnasse                                         | 31 rue de la Gaîté                                                                                               | 48° 50′ 27″ nord, 2° 19′ 28″ est | « PA00086637 » | Inscrit        | 1984                | Théâtre Montparnasse                                        |
| Tombe de Tania Rachevskaïa Le Baiser, de Constantin Brâncuși | Cimetière du Montparnasse                                                                                        | 48° 50′ 18″ nord, 2° 19′ 34″ est | « PA00086638 » | Inscrit        | 2010                | Tombe de Tania RachevskaïaLe Baiser, de Constantin Brâncuși |
| Villa Seurat                                                 | 1, 3, 4, 5, 7bis, 8, 9, 11 villa Seurat 101 rue de la Tombe-Issoire                                              | 48° 49′ 34″ nord, 2° 19′ 57″ est | « PA00086639 » | Classé         | 10 décembre 2018    | Villa Seurat                                                |

## Anciens monuments historiques
| Monument         | Adresse             | Coordonnées                      | Notice         | Protection     | Date      | Illustration               |
| ---------------- | ------------------- | -------------------------------- | -------------- | -------------- | --------- | -------------------------- |
| Palais d'Orléans | 198 avenue du Maine | 48° 49′ 50″ nord, 2° 19′ 31″ est | « PA00086640 » | Inscrit Annulé | 1991 1993 | Image manquante Téléverser |